# Vulcanochthonius howarthi
Vulcanochthonius howarthi är en spindeldjursart som först beskrevs av William B. Muchmore 1979.  Vulcanochthonius howarthi ingår i släktet Vulcanochthonius och familjen käkklokrypare. Inga underarter finns listade i Catalogue of Life.